# Jürgen Tschan
Jürgen Tschan, född den 17 februari 1947 i Mannheim, är en tysk före detta tävlingscyklist som var professionell från 1970 till 1977. På landsväg är hans främsta meriter segern i Paris–Tours 1970 (den förste tysk att vinna loppet) och den västtyska mästerskapstiteln i linjelopp 1971. På bana vann han sex sexdagarslopp.

## Meriter
| 1970 Vinnare av Paris–Tours 4:a totalt i Tour du Nord 5:a i GP du canton d'Argovie 1971 Västtysk mästare i linjelopp 3:a totalt i Quatre jours de Dunkerque 7:a i Rund um den Henninger Turm 9:a i Omloop Het Volk 1972 3:a i Tour des Quatre-Cantons 3:a i Tour du Nord-Ouest 1973 2:a i Rund um den Henninger Turm 3:a totalt i Tour d'Indre-et-Loire 5:a totalt i Tour de Luxembourg 6:a i Bordeaux-Paris 1975 6:a totalt i Tour de Corse 9:a i GP de Fourmies 1976 2:a i linjelopp vid Västtyska mästerskapen 1977 3:a i linjelopp vid Västtyska mästerskapen | 1970/1971 Vinnare av Berlins sexdagars (med Klaus Bugdahl) Vinnare av Frankfurts sexdagars (med Sigi Renz) 1972/1973 Vinnare av Frankfurts sexdagars (med Leo Duyndam) 1974/1975 Vinnare av Münsters sexdagars (med Wolfgang Schulze) 1977/1978 Vinnare av Frankfurts sexdagars (med Dietrich Thurau) Vinnare av Dortmunds sexdagars (med Dietrich Thurau) |